# More ABBA Gold: More ABBA Hits
More ABBA Gold: More ABBA Hits je kompilační album švédské hudební skupiny ABBA, vydané v září 1993, které následovalo rok po komerčně nejúspěšnější desce ABBA Gold - Greatest Hits.
Předchozí album ABBA Gold obsahovalo devatenáct největších hitů skupiny, ale vynechalo řadu úspěšných skladeb jako například Summer Night City nebo Angeleyes, které byly zahrnuty do této kompilace. Jsou zde také méně známé písně mezi jinými Head over Heels a The Day Before You Came. V roce 1982 byla nahraná skladba I Am the City, předtím nikdy nevydaná.
Album More ABBA Gold bylo opět vydáno v letech 1999 a 2008, souběžně s uvedením filmu Mamma Mia!. Australská reedice obsahuje evropský senzam skladeb, nikoli seznam určený pro australasijské vydání roku 1999.

## Seznam skladeb
Všechny skladby složili Benny Andersson a Björn Ulvaeus, pokud není uvedeno jinak.
1. Summer Night City (1978) – 3:34
2. Angeleyes  (1979) – 4:20
3. The Day Before You Came (1982) – 5:51
4. Eagle (1977) – 4:26
5. I Do, I Do, I Do, I Do, I Do (1975) (Benny Andersson, Stig Anderson, Björn Ulvaeus) – 3:16
6. So Long (1974) – 3:06
7. Honey, Honey (1974) (Benny Andersson, Stig Anderson, Björn Ulvaeus) – 2:55
8. The Visitors (1981) 1993 edice: - 4:27, 1999 edice: – 5:47
9. Our Last Summer (1980) – 4:19
10. On and On and On (1980) – 3:38
11. Ring Ring (1973) (Benny Andersson, Stig Anderson, Björn Ulvaeus, Neil Sedaka & Phil Cody) – 3:03
12. I Wonder (Departure) (1977) (Benny Andersson, Stig Anderson, Björn Ulvaeus) – 4:37
13. Lovelight (1979) 1993 edice: alternativní mix - 3:18, 1999 edice: originální mix – 3:48
14. Head Over Heels (1981) – 3:45
15. When I Kissed the Teacher (1976) – 3:01
16. I Am the City (nahráno: 1982, vydáno: 1993) – 4:01
17. Cassandra (1982) – 4:50
18. Under Attack (1982) – 3:48
19. When All Is Said and Done (1981) – 3:18
20. The Way Old Friends Do (1980) – 2:53

## Seznam skladeb – australské vydání po 25 letech
Všechny skladby složili Benny Andersson a Björn Ulvaeus, pokud není uvedeno jinak.
1. Summer Night City
2. Angeleyes
3. The Day Before You Came
4. Eagle
5. Super Trouper
6. So Long
7. Honey, Honey (Benny Andersson, Stig Anderson, Björn Ulvaeus)
8. The Visitors
9. Our Last Summer
10. On and On and On
11. I Have a Dream
12. I Wonder (Departure) (Benny Andersson, Stig Anderson, Björn Ulvaeus)
13. Head Over Heels
14. When I Kissed the Teacher
15. I Am the City
16. Under Attack
17. When All Is Said and Done
18. The Way Old Friends Do
19. Thank You For The Music

## Obsazení
ABBA
- Benny Andersson – syntetizátor, klávesy, zpěv
- Agnetha Fältskog – zpěv
- Anni-Frid Lyngstadová – zpěv
- Björn Ulvaeus – akustická kytara, banjo, zpěv

Další obsazení
- Ingemar Bergman - kompilace
- Chris Griffin - kompilace
- George McManus - kompilace
- Jackie Stansfield - kompilace
- John Tobler - kompilace
- Michael B. Tretow - digitální remastering (původní vydání 1993)
- Jon Astley - digitální remastering (vydání 1999)
- Henrik Jonsson - digitální remastering (vydání 2008)
- Carl Magnus Palm

## Produkce
- Producenti: Benny Andersson a Björn Ulvaeus
- Inženýr: Michael B. Tretow

## Hitparády a certifikace
Albové hitparády
| Stát               | Pořadí |
| ------------------ | ------ |
| Austrálie          | 38     |
| Rakousko           | 7      |
| Kanada             | 48     |
| Německo            | 9      |
| Maďarsko           | 16     |
| Norway             | 16     |
| Nizozemsko         | 10     |
| Švédsko            | 3      |
| Švýcarsko          | 13     |
| Spojené království | 13     |

Certifikace
| Stát               | Certifikace | Prodaných kopií |
| ------------------ | ----------- | --------------- |
| Austrálie          | Zlatá deska | 35,000+         |
| Kanada             | Zlatá deska | 50,000+         |
| Německo            | Zlatá deska | 250,000+        |
| Nový Zéland        | Zlatá deska | 7,500+          |
| Švédsko            | Platinum    | 100,000+        |
| Německo            | Zlatá deska | 250,000+        |
| Švýcarsko          | Platinum    | 50,000+         |
| Spojené království | Platinum    | 300,000+        |